# Marco Valério Publícola
Marco Valério Publícola (em latim: Marcus Valerius Poplicola) foi um político da gente Valéria da República Romana, eleito cônsul por duas vezes, em 355 e 353 a.C.. Foi também  mestre da cavalaria (magister equitum) do ditador Caio Sulpício Pético, em 358 a.C.. 

## Mestre da cavalaria (358 a.C.)
Durante o consulado de Caio Fábio e Caio Pláucio, chegaram rumores de que os gauleses estavam vindo invadir Roma, e já haviam chegado a Preneste; para enfrentar esta ameaça, Caio Sulpício foi nomeado ditador, Caio Pláucio foi chamado de volta a Roma e Marco Valério foi nomeado mestre da cavalaria.
A estratégia do ditador era de esperar, apesar dos romanos estarem dispostos a entrar logo em batalha, porque os gauleses se enfraqueciam a cada dia de inatividade, em uma posição desfavorável, sem suprimentos adequados e sem armarem uma defesa, já que a sua força eram os movimentos rápidos. Os soldados, porém, estavam insatisfeitos com a inatividade, e escolheram um legionário, Sexto Túlio, que era o primeiro centurião pela sétima vez, para falar com Sulpício após o discurso, Sulpício observou que os soldados estavam quase se lançando ao ataque, sendo contidos pelos centuriões e resolveu não mais postergar a batalha.
Quando ocorreu a batalha, os gauleses pressionaram o lado direito dos romanos, e Sulpício, que estava nesta ala, viu os romanos fraquejarem e os reprimiu, lembrando-lhes que eles antes haviam dito que iriam à guerra mesmo sem seu comandante, mas agora, mesmo com o comandante lutando entre eles, eles estavam se mostrando covardes. Envergonhados, os romanos se lançaram ao ataque, e, com a ajuda da cavalaria, fizeram os gauleses debandarem. O ditador então levou o ataque para a esquerda e chamou os que estavam na montanha; os gauleses fugiram em desordem para seu acampamento, mas foram recebidos por Marco Valério e a cavalaria, que os massacraram.
Sulpício celebrou um triunfo por esta vitória, o triunfo sobre gauleses mais valorizado desde a época de Camilo.

## Primeiro consulado (355 a.C.)
O primeiro consulado de Marco Valério ocorreu junto do terceiro consulado de Sulpício, sendo os dois patrícios. Foi a segunda vez que o consulado foi tirado dos plebeus desde que a Lei Licínia fora aprovada, sete anos antes.
Empulum foi tomada dos tiburtinos neste ano e Lívio não soube dizer como foi a campanha, se os dois cônsules comandaram juntos as legiões, ou se Sulpício atacou os tarquínios enquanto Valério atacava os tiburtinos
Os maiores problemas neste consulado foram domésticos, com os tribunos da plebe protestando porque dois patrícios haviam sido escolhido como cônsules; durante a eleição seguinte, a maior parte da plebe desertou, mas a eleição foi realizada, sendo eleitos Marco Fábio Ambusto (pela terceira vez) e ou Tito Quíncio ou Marco Popílio.

## Segundo consulado (353 a.C.)
No final de 354 a.C., mesmo com a taxa de juros tendo sido reduzida para 8 1/3 por cento, os plebeus continuavam sem conseguir pagar suas dívidas, e, com outros problemas, não se preocupavam com a vida política; o consulado, portanto, de novo recaiu sobre dois patrícios, Caio Sulpício Pético (pela quarta vez) e Marco Valério Publícola (pela segunda).
Chegaram rumores de duas guerras, uma contra os nativos de Cere (Cerveteri), que poderiam se aliar aos tarquínios, e outra, trazida pelos enviados do Lácio, contra os volscos. O Senado se preparou para as duas, entregando o comando de um exército a cada cônsul: Sulpício recebeu o comando da guerra contra os etruscos, que parecia ser a mais séria, e Valério, da contra os volscos. Quando Valério estava atuando contra os volscos, chegaram notícias do ataque de Cere contra os campos de sal dos romanos; Valério foi chamado de volta, indicou Tito, filho de Lúcio Mânlio, como ditador e este indicou Aulo Cornélio Cosso como seu mestre da cavalaria. Vendo que o exército era suficiente, e autorizado pelo senado e o povo, Tito declarou guerra a Cere.
O povo de Cere, porém, ficou aterrorizado com a perspectiva de uma guerra contra os romanos, enviou uma embaixada que pediu perdão e suplicou por paz, e conseguiu uma trégua de cem anos.
Ao final do ano, os tribunos da plebe não queriam permitir novas eleições até que a Lei Licínia fosse aplicada, e o ditador estava disposto a abolir o consulado em preferência a fazê-lo ser uma propriedade conjunta de patrícios e plebeus. As eleições só ocorreram após a renúncia do ditador e houve um período de governado por interrexes, após o qual, em conformidade com a Lei Licínia, foram eleitos o patrício Públio Valério Publícola e o plebeu Caio Márcio Rutilo.